# 馬拉薩爾峰

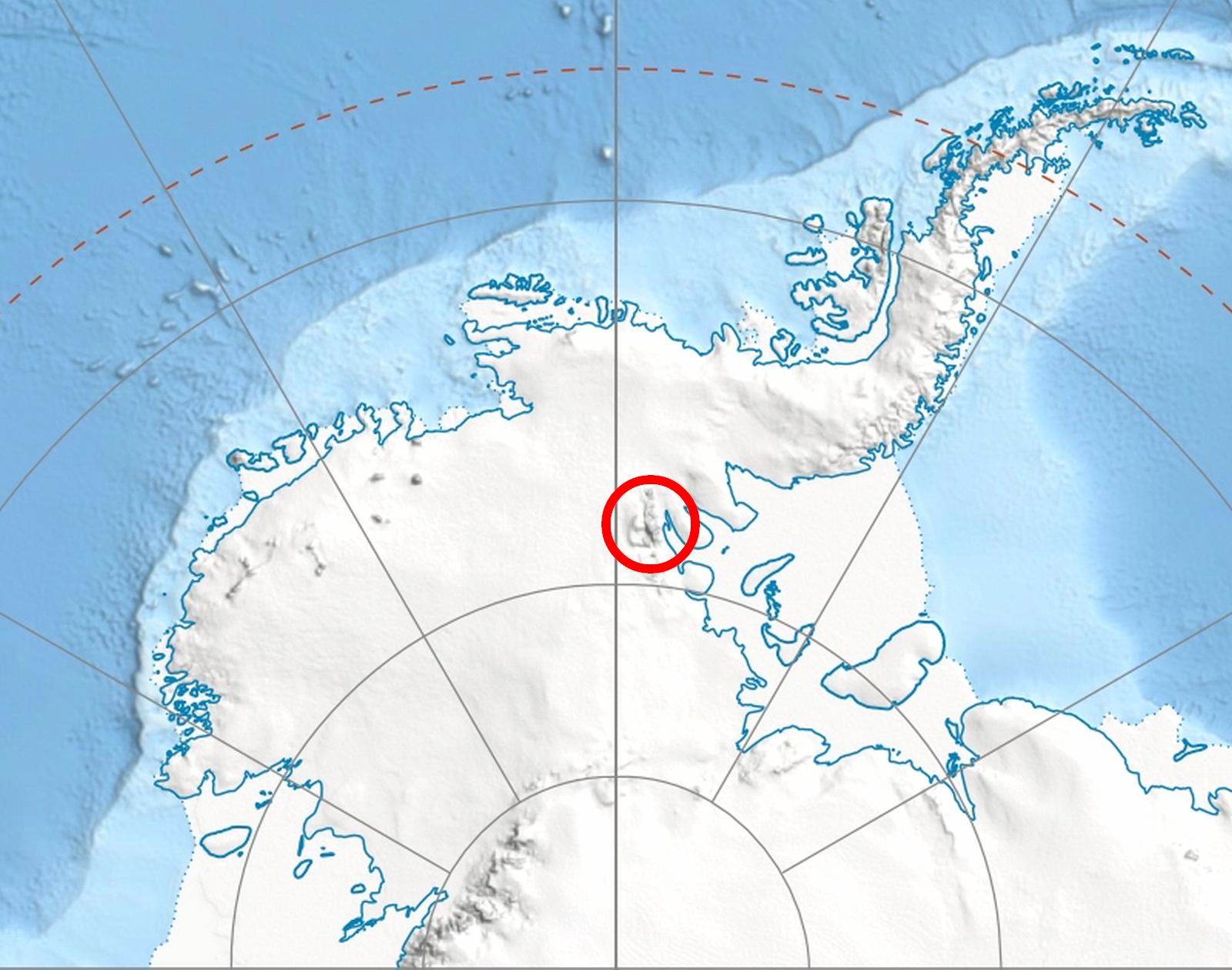

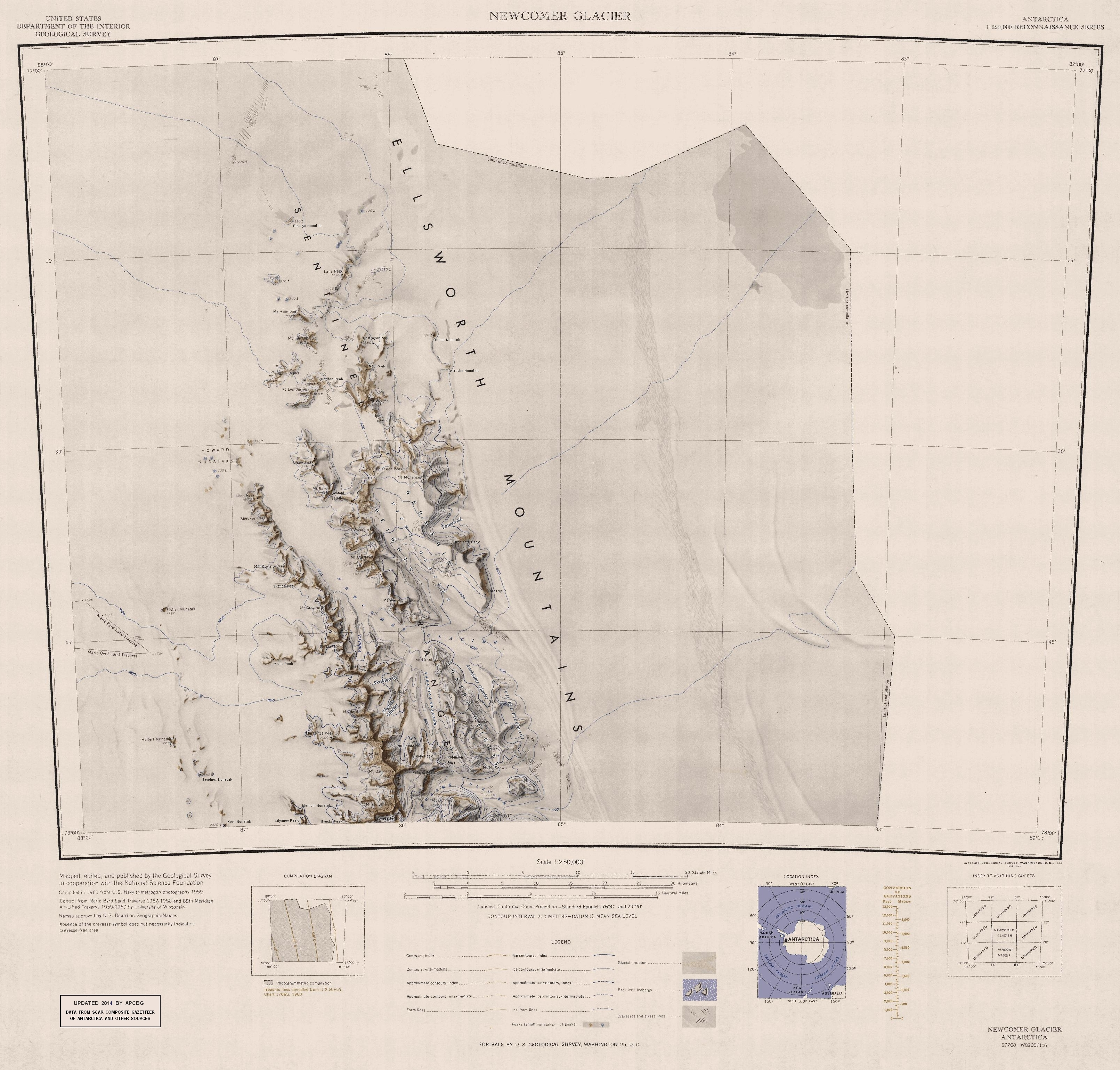

77°57′53″S 85°52′38″W / 77.96472°S 85.87722°W
馬拉薩爾峰（英語：Malasar Peak），是南極洲的山峰，位於埃爾斯沃思地，處於達爾林普爾山東北面2.26公里、馬隆山西南面10.15公里、麥基翁山以西9.9公里和施米德山西北面8.53公里，屬於埃爾斯沃思山脈的一部分，海拔高度2,980米，現時由南極條約體系管理。